# Andalousie (opérette)
Pour les articles homonymes, voir Andalousie et Andalousie (film, 1951).
Personnages
- Dolorès, fille de l'aubergiste
- Pilar
- Fanny Miller, cantatrice viennoise
- Greta
- Dona Vittoria
- Juanito, marchand d'alcarazas
- Pépé
- Valiente, politicien vénézuélien
- Baedeker
- Caratcho

Airs
Acte I
- Chœur d’entrée « De Grenade à Séville »
- La légende du linge « Comme les fleurs, le linge a son langage » (Dolorès, les lavandières)
- « J’ai tout, tout, tout » (Pépé) »
- «Ay ay ay… achetez mes alcarazas » (Juanito, les villageoises)
- « Dans ce château » (Juanito, Dolorès, chœur)
- « Jolies lavandières » ( Dolorès, Pilar, lavandières)
- « Je veux t’aimer d’un amour merveilleux » (Juanito)
- « Seul, je vais par tous les chemins » (Valiente)
- « Andalucia mia, pays d’amour » (Juanito)
- « Quand un homme est épris » (Pilar, Dolorès, Dona Vittoria)
- « Olé Torero ! » (Juanito, chœur)
- « C’est la fête à Séville » (Juanito, chœur)
- Final I « Oui l’amour est un jeu merveilleux » (tous)

Acte II
- « Il a de grands yeux noirs » (Pépé, Greta, Pilar)
- « Sur la Giralda, la lune…  » (Le Séréno, chœur de femmes)
- « C’est le Séréno qui passe » (Le Séréno)
- « Ça fait tourner la tête »
- « Je veux t’aimer d’un amour éperdu » (Dolorès)
- « Allons, fini de plaisanter » ( Les policiers, Pilar, Greta, Dona Vittoria, Pépé, Baedecker)
- « Santa Maria, divine Senora » (Juanito)
- Final II. Ensemble « Mon Juanito, je suis seule au village » (Dolorès, Juanito, tous)

Andalousie est une opérette française en 2 actes et 22 tableaux de Raymond Vincy et Albert Willemetz, musique de Francis Lopez, créée à Paris, au théâtre de la Gaîté-Lyrique, le 25 octobre 1947.

## Synopsis
Andalousie se passe en Espagne (Toblada, Séville et au Venezuela (Caracas).
En 1860, dans le petit village andalou de Toblada, le fringant marchand d'alcarazas, Juanito Perez est la coqueluche de toutes les filles. Mais Juanito et Dolorès, la fille de l'aubergiste, se sont juré un amour éternel. Pour abriter leur amour dans le château qui se dresse sur la colline, Juanito décide de faire fortune en devenant torero. De brillants débuts aux arènes de Grenade lui permettent de décrocher un mirifique contrat pour le Venezuela. La célébrité est au rendez-vous avec Juanito, qui, à Cacaras, fait la connaissance de la séduisante cantatrice Fanny Miller. La diva tombe amoureuse du torero qui s'en rend à peine compte. Fanny intercepte les lettres que Juanito adresse à sa fiancée qui commence à trouver le temps long et s'inquiète de l'absence de nouvelles. Dolorès se croit trahie quand elle découvre dans le journal un article tendancieux qui relate les relations entre le toréro et la cantatrice. Juanito se décide à rentrer au pays, accompagné de Fanny. Le politicien proscrit Rodriguez Valiente, prétendant éconduit de la chanteuse, débarque aussi en Espagne avec l'intention de se venger de Juanito, qu'il croit l'amant de Fanny. Comme toutes les Andalouses, Dolorès est jalouse, fière et vindicative. Par déception et par dépit, elles s'engage comme danseuse, sous le nom de La Estrillita, dans un cabaret de Séville où Juanito retrouve la jeune fille qu'il n'a cessé d'aimer. Les fiancés s'expliquent, se disputent et s'accusent mutuellement de trahison. Valiente s'interpose pour les séparer et Juanito quitte la maison de danse.
Pour se venger, Valiente fait une cour empressée à Dolorès qui joue la comédie mais ne répond pas aux avances du proscrit. Désespéré, Juanito envisage de se laisser tuer par le taureau lors de la prochaine corrida. Valiente finit par constater le désespoir de Dolorès. Il raisonne Fanny : ils ne peuvent briser l'amour des deux jeunes gens. Fanny refuse dans un premier temps puis révèle à Juanito  que Dolorès l'aime toujours. La corrida terminée, fou de joie, Juanito part à la recherche de Dolorès qu'il retrouve à Toblada. Les amoureux se réconcilient en contemplant le château où ils habiteront après la célébration du mariage. À Caracas, une révolution met Valiente au pouvoir. Fanny finit par accompagner l'homme à qui, désormais, elle ne résiste plus.

## Histoire de la création
Après l'éclatant succès remporté par leur première opérette, La Belle de Cadix, Francis Lopez et Raymond Vincy, avec Albert Willemetz, décide de continuer sur leur lancée pour la création d'un ouvrage lyrique. De leur collaboration allait naître Andalousie. La première mondiale a lieu le 25 octobre 1947 sur la scène du théâtre de la Gaîté lyrique, à Paris. D'emblée, c'est un succès étourdissant pour cette opérette à grand spectacle. C'est le directeur du théâtre, Henri Montjoye, qui assure une mise en scène somptueuse, dans des décors chatoyants de Raymond Fost. Le spectacle est joué à Paris une année durant avant une tournée triomphale en province. La Gaîté Lyrique fait une reprise d’Andalousie d’août à novembre 1954. Rudy Hirigoyen, puis Jacques de Mersan sont Juanito. De nos jours, cette opérette est montée épisodiquement en province et en Belgique, notamment la société « Les Matelots de la Dendre », à Ath. En 1950, une adaptation cinématographique est réalisée par Robert Vernay.

## Fiche technique
Opérette en deux actes et 22 tableaux. 
- Musique de Francis Lopez
- Livret de Raymond Vincy, et Albert Willemetz
- Mise en scène de Henri Montjoie
- Décors et costumes de Raymond Fos

Création à Paris, théâtre de la Gaîté-Lyrique le 25 octobre 1947 avec:
- Marina Hotine (Dolorès)
- Gise Mey (Pilar)
- Sophia Boteny (Fanny)
- Jacqueline Lejeune (Greta)
- Andrée Moreau (Dona Vittoria)
- Luis Mariano (Juanito)
- Maurice Baquet (Pépé)
- Pierre Fauré (Valiente)
- Frédéric O’Brady (Baedeker)
- Métairie (Caratcho)
- Jacques Josselin (le Sereno)
- Orchestre sous la direction de Jef de Murel.

## Films
En 1951, une version cinématographique est adaptée de l'opérette par Robert Vernay pour Luis Mariano et Carmen Sevilla.
En 1963, une autre adaptation, pour la télévision, réunit Jean Giraudeau, Christiane Harbell, André Balbon, Claudia Balzan, Gérard Roblin, sous la direction de Richard Blareau 